# TuS Haste 01
Der TuS Haste 01 (offiziell: Turn- und Sportverein Osnabrück-Haste 1901 e. V.) ist ein Karnevals- und Sportverein aus dem Osnabrücker Stadtteil Haste. Die erste Fußballmannschaft spielte ein Jahr in der zweitklassigen Regionalliga Nord. Heimspielstätte war bis zum Teilabriss 2025 das weite Gelände der im Laufe der Jahre verfallenen Osterhaus-Kampfbahn, neben dem inzwischen ein neuer Kunstrasenplatz mit modernen Funktionsräumen entstanden war. Der Name dieser Spielstätte an der Bramstraße, die bis zu fünftausend Zuschauer bei Spielen beherbergte, geht zurück auf den Namen des Grundeigentümers Osterhaus, der auf der anderen Straßenseite ein Kaffeehaus betrieb. Die Vereinsfarben sind grün-weiß.

## Entstehung des Vereins (1901 bis 1945)
Der Verein geht auf dem im Jahre 1901 gegründeten Athletenclub Roland Haste zurück. Im Jahre 1906 wurde der SV Arminia Haste gegründet. Dieser fusionierte vor dem Ersten Weltkrieg mit Borussia Osnabrück zum Osnabrücker FV 06, aus dem später der Verein Schinkel 04 wurde. Erst 1924 wurde mit dem Spielverein Haste ein örtlicher Nachfolgeverein gegründet, der noch im Gründungsjahr mit dem VfB Lechtingen zu Arminia Haste fusionierte. Elf Jahre später fusionierte diese Arminia mit der DJK Haste zur SpVgg Haste. Am 7. Oktober 1945 floss die zwischenzeitlich aufgelöste SpVgg zusammen mit dem SC Haste in den TuS Haste 01 ein.

## Geschichte der Fußballabteilung

### Nachkriegszeit (1945 bis 1967)
In der Saison 1945/46 gewann der TuS Haste überraschend die Osnabrücker Stadtmeisterschaft vor den Lokalrivalen Eintracht und VfL. Es folgte eine Saison in der Oberliga Niedersachsen-Nord, wo der TuS unter anderem auf Werder Bremen traf und Zehnter wurde. 1949 qualifizierte sich die Mannschaft für die neu geschaffene Amateurliga Niedersachsen-West. Die damals höchste niedersächsische Spielklasse war jedoch eine Nummer zu groß für die Haster, die mit nur drei Saisonsiegen absteigen mussten. Zwei Jahre später folgte der Abstieg in die Bezirksklasse.
1958 gelang der Aufstieg in die Amateurliga 8, dem die Mannschaft den direkten Durchmarsch in die Amateuroberliga folgen ließ. Hier konnte sich die Mannschaft schnell akklimatisieren und qualifizierte sich 1964 für die neu geschaffene Landesliga Niedersachsen. In der Landesliga kämpfte die Mannschaft zunächst gegen den Abstieg und erwarb sich den Ruf eines Favoritenschrecks in Pokal.
Durch einen sensationellen 2:0-Sieg über den VfL Wolfsburg qualifizierte sich der TuS 1965 für den DFB-Pokal, wo man in der ersten Runde Concordia Hamburg unglücklich mit 1:2 unterlag. Stopper Herbert Fieselmann vergab dabei einen Elfmeter. Ein Jahr später gewann die Mannschaft den Niedersachsenpokal durch einen 4:0-Sieg über die Amateure von Hannover 96. 1967 wurde Haste in der Landesliga Dritter und zog in die Aufstiegsrunde zur Regionalliga Nord ein, wo nach einem 3:0-Sieg über den VfL Oldesloe der Aufstieg perfekt gemacht wurde.

### Einmal Regionalliga und zurück (1967 bis 1975)
In der Regionalliga waren die Haster überfordert. Höhepunkt der Saison war das 3:3 beim Lokalrivalen VfL Osnabrück vor 12.000 Zuschauer am 27. August 1967, bei dem Theo Menkhaus zwei Tore für Haste erzielte. Beim Rückspiel in Haste am 4. Februar 1968 erreichte der TuS vor 6.000 Zuschauern ein 1:1. Weitere Erfolge waren die 1:0-Siege gegen Meister Arminia Hannover und Vizemeister 1. SC Göttingen 05, während das Spiel gegen den Mitabsteiger Altona 93 mit 5:6 verloren wurde, bei dem Haste eine 4:1-Führung vergab. Die Neue Osnabrücker Zeitung schrieb, dass die Fans eine „Kabarettvorstellung mit stark humoristischen Akzenten“ gesehen hätten.
Zurück in der Landesliga rutschte der TuS ins Mittelmaß zurück. 1971 ergab sich noch einmal die Möglichkeit, an der Regionalliga-Aufstiegsrunde teilzunehmen. Das Entscheidungsspiel gegen Eintracht Nordhorn wurde jedoch mit 4:5 im Elfmeterschießen verloren. Drei Jahre später wurde Haste Tabellenletzter und verblieb nur wegen des Einzugs der SpVgg Preußen Hameln, der SpVgg Bad Pyrmont und Union Salzgitter in die neu geschaffene Oberliga Nord in der Klasse.
Der Abstieg war damit nur aufgeschoben. Ein Jahr später wurde der TuS erneut Letzter und verlor bei den Amateuren von Eintracht Braunschweig mit 0:11 und beim Wolfenbütteler SV gar mit 2:13. Da Eintracht Nordhorn und die Braunschweiger Amateure in die Oberliga aufstiegen und kein niedersächsischer Verein von oben abstieg verblieb der TuS sportlich in der Landesliga. Der Verein verzichtete jedoch auf das Nachrücken.

### Schwierige Jahre bis hin zur Gegenwart (seit 1975)
Nach der Vizemeisterschaft in der Verbandsliga West im Jahre 1978 verpasste der TuS ein Jahr später die neu geschaffene Landesliga West. Anfang der 1980er Jahre setzten schwierige Jahre ein. Nach drei Abstiegen in Folge war der Verein 1983 in der Kreisliga Osnabrück-Stadt angekommen, wo die Klasse nur knapp gehalten werden konnte. Als Konsequenz wurde bereits damals die Nachwuchsarbeit intensiviert.
In den folgenden Jahren arbeitete sich der TuS in der Kreisliga langsam nach vorne, ehe 1991 der Aufstieg in die Bezirksklasse gelang. Nach zwei Vizemeisterschaften 1993 und 1995 stieg die Mannschaft 1997 in die Bezirksliga auf. Nach einem Jahr ging es wieder zurück in die Bezirksklasse. In den Jahren 2000 und 2001 wiederholte sich dieses Spiel. Seit der Reform der Spielklassen und den damit verbundenen Aufstieg im Jahre 2006 spielte der TuS Haste bis zur Saison 2012/13 in der Bezirksliga Weser-Ems. 2013 erfolgte der Abstieg in die Kreisliga Osnabrück-Stadt.
Im Jahr 2015 gelang der Aufstieg in die Bezirksliga, zudem holte man den Kreispokal, sodass man das Double holte. Nach nur einem Jahr ging es wieder in die Kreisliga hinunter, ehe in der Saison 2016/17 der direkte Wiederaufstieg in die Bezirksliga gelang. Erneut folgte der direkte Abstieg.

## Persönlichkeiten
- Uwe Brunn: Ehemaliger Torwart und Publikumsliebling des VfL Osnabrück
- Karl-Heinz Diehl: Regionalligaspieler beim VfL Osnabrück
- Heiko Flottmann: Trainer beim VfL Osnabrück und SV Meppen
- Lothar Gans: Spieler, Geschäftsführer und Sportdirektor beim VfL Osnabrück
- Holger Karp: Zweitligaspieler beim VfL Osnabrück
- Theo Persson: Oberligaspieler beim VfL Osnabrück
- Norbert Placke: Zweitligaspieler beim VfL Osnabrück
- Manfred Recknagel: Zweitligaspieler beim SC Herford
- Michael Wirtz: Zweitligaspieler beim VfL Osnabrück
- Markus Wulftange: Zweitligaspieler beim VfB Leipzig